# Matthew Knigge
Matthew Lambert Knigge (* 2. Juni 1996 in New Egypt) ist ein US-amerikanischer Volleyballspieler.

## Karriere
Knigge begann seine Karriere an der New Egypt High School. Von 2015 bis 2018 studierte er am Vassar College und spielte in der Hochschulmannschaft. Nach dem Studium war er in der Saison 2018/19 beim deutschen Zweitligisten FC Schüttorf 09 aktiv. Danach ging er nach Spanien und spielte zunächst bei Arenal Emevé. 2020 wechselte der Mittelblocker zu CV Guaguas. Mit dem Verein aus Gran Canaria gewann er in der Saison 2020/21 das Double aus nationalem Pokal und Meisterschaft. Außerdem spielte er mit Guaguas im CEV-Pokal 2021/22 und im Challenge Cup 2022/23. In der Sommerpause 2022 holte er mit den Las Vegas Ramblers die Meisterschaft in der US-amerikanischen NVA-Liga. In der Saison 2022/23 folgte der nächste Meistertitel mit Guaguas. In der Sommerpause 2023 spielte er die NVA-Liga für San Diego Wild.  Beim Pan Am Cup 2023 gab er sein Debüt in der US-Nationalmannschaft.
Zur Saison 2023/24 wurde Knigge vom deutschen Bundesligisten SVG Lüneburg verpflichtet. Mit dem Verein kam er im DVV-Pokal 2023/24 ins Halbfinale. International spielte Lüneburg zunächst in der Champions League und erreichte dann das CEV-Pokalfinale. In der Bundesliga kam die SVG als Tabellenvierter in die Playoffs. Anschließend wechselte Knigge zum deutschen Meister Berlin Recycling Volleys. Mit dem Verein gewann er den DVV-Pokal 2024/25 und die deutsche Meisterschaft. Auch 2025/26 spielt Knigge für Berlin.